# Епитафи Петровићима на гробљу Рајковача у Ртарима
Епитафи Петровићима на гробљу Рајковача у Ртарима представљају значајна епиграфска и фамилијарна сведочанства преписана са старих надгробних споменика у доњодрагачевском селу Ртари, Oпштина Лучани.
Родоначелник фамилије Петровић је Теофило (Теовило) од Петровића из Дљина који се у Ртаре доселио 1835. године. Населио се у кућу свог шурака Ђока Станковића (Вранића), а како Ђоко са супругом Станом није имао деце, наследио је његову имовину.
Теофило Петровић са супругом Василијом имао синове Сава, Павла, Илију, све угледне ртарске житеље, као ћерку Ану (уписану у родословно стабло Петровића) и сина Тимотија који је преминуо у 17 години.
У Државном попису имовине и становништва Кнежевине Србије из 1862/63. године, као носилац задруге наводи се најстарији Теофилов син Сава, а пописана имовина је знатна: домаћинство је по имању спадало у IV, а по приходу у VI класу, што је било знатно изнад имовинског просека за то време.
Теофилов син Саво је са супругом Маријом-Мандом имао деветоро деце, али су сви потомци изумрли. У њихову кућу и на имање настанили су се клисурски Томовићи, чији се старешина овде призетио.
Други Теофилов син Павле је за супругу имао Росу. Њихов син Владимир, а касније и унук Аврам, у више наврата бирани су за председнике Општине дучаловачке, којој су Ртари тада припадали.
Илија, трећи син Теофилов је са супругом Јулијаном имао седморо деце, а њихови синови Љубомир и Василије по једанаесторо деце, чиме се ова фамилија веома разгранала.
Стари ртарски Петровићи су као економски јако домаћинство уживали велики углед у селу. Потомци ове фамилије живе у Ртарима, Чачку, Београду и Сплиту. Славе јесењи Јовањдан.

## Епитафи на споменицима Ђоку Станковићу и његовој супрузи
Споменик Ђоку Станковићу-Вранићу (†1848)
Овде почива раб божији
ЂОКО Станковић
поживи 70
умро 1848 лето декембра...
Овај камен удариму Товило Петровић
1850
Споменик Стани Станковић (†1853)
Овде почива раба Божиа
СТАНА
супруга Ђока Станковића
поживи 56 г
умре 6 марта 1853. г.

## Епитафи на споменицима Петровићима
Споменик Василији Петровић (†1853)
Овде почива раба божија
ВАСИЛИЈА
супруга Тeофила Петровића
поживи 46: г:
А умре 14 дек. 1853 г.
Споменик двогодишњој Василији Петровић (†1869)
Девица ВАСИЛИЈА
кћи Илије Петровића
умре од 2 г.
6.11.1869
Споменик девојчици Мири Петровић (†1869)
Раба божиа
МИРА
кћи Сава Петровића
поживи 11 г. а
умре 6-ог но 1869
Споменик Товилу Петровићу (†1869)
Овде почива р: Б:
ТОВИЛО Петровић
житељ Ртарски
поживи 60: г.
А. умре 15: нес: у 1869. го:
оставио 3 сина
Саву Павла Илију
билег оваи подиже му Сава син его
пресед. обш. Дучаловачке:
Споменик младићу Тимотију Петровићу (†1869)
Овде почива раб Божији
ТИМОТИЈЕ
син Товила Петровића
Пожив. 17. г:
прeстав: 21 г јулија 1869: г.
Споменик девојчици Крстини Петровић (†1872)
Девица КРСТИНА
кћи Саве Петровића
пож 9: г.
умре 18. но: 1872
Споменик Саву Петровићу (†1874)
Овај надгробни споменик
показује ђе је сахрањено тјело поч.
САВЕ Петровића
врсног и млого уваженог грађанина села Ртара
који поживи 45 г.
престави се у вечност 2 маја 1874. г.
Спомен овај подигоше му браћа
Илија и Павле и синови његови
Светомир и Миладин
бивши Председник суда оп: дучаловачке
Споменик Роси Петровић (†1875)
Овде тико почива раба божија
РОСА
супруга п: Павла Петровића из Ртара
поживи 32 го умрла 1875 г.
Споменик једногодишњем Илији Петровићу (†1875)
Младенац ЈЕВТО
син Илије Пeтровића из Ртара
Поживи 1 год. - 45 д.
а умро 1875 г.
Споменуга отац Илија
Споменик двогодишњем Јовану Петровићу (†1878)
ЈОВАН
син Илије Петровића из Ртара
поживи 2 год.
Умро 1878 г.
Споменик Павлу Петровићу (†1879)
Овај надгробни споменик показује
ђеје сахрањено тијело поч.
ПАВЛА Петровића
житеља села Ртара
који поживи 40 го:
а престави се у Вечност 26: априла 1879 г.
Бог да му душу опрости
оваи Споменик подиже му брат Илија
и његов син Владимир
Споменик шестомесечном Миљку Петровићу (†1882)
Младенац МИЉКО
син Илије Петровића
умро од 6 М 1882 г.
Споменик Светомиру Петровићу (†1885)
ИС ХР НИ КА
Станите код Светомира спомените њега
Оваи надгробни споменик показује ђеје
сахрањено тијело
СВЕТОМИРА Петровића
врсног-много уважаваног грађанина села Ртара
који поживи 29 год.
а умре 25 новембра 1885 г.
Бог да му душу опрости.
Оваи спомен подиже му брат Миладин
братучед Влајко, Љубо, Василије
Споменик двогодишњем Селомиру Петровићу (†1886)
Младенац СЕЛОМИР
син Миладина Петровића
а умре од 2 г. 1886 г.
Споменик Илији Петровићу (†1887)
Оваи надгробни споменик показује
ђеје сахрањено тијело
ИЛИЈЕ Петровића
житеља села Ртара
који поживи 42 г.
а престави се у вечност 4 јануара 1887. г.
Бог да му душу опрости.
Оваи спомен подигоше му синовац Миладин
синови Љубо, Василије
Споменик девојци Иконији Петровић (†1888)
Девица
ИКОНИЈА
кћи пок. Саве Петровића
умре од 16. год:
7 априла 1888. год.
Споменик Миладину Петровићу (†1890)
Овде почивају земни остатци
МИЛАДИНА Петровића
житеља села Ртара
који поживи 33. год.
А престави се у вечност 28 децембра 1890. год.
Бог да му душу прости.
Овај спомен подигоше му братучеди
Владимир Љубо Василије
син Јово.
Споменик четворогодишњем Борисаву Петровићу (†1890)
Младенац
БОРИСАВ
син. пк. Миладина Петровића
умре од 4 год.
9 септембра 1890. г.
Споменик Ружици Петровић (†1895)
Овде почива раб божи
РУЖИЦА
супруга Владимира Петровића из Ртара
у 30 години најлепшег живота
престави се у вечност 14. јануара 1895. год.
Спомен подиже јој њен муж Владимир
Споменик двогодишњој Рајки Петровић (†1895)
Младенац РАЈКА
кћи Василија Петровића
умре од 2 год и 2 мес.
7 јануара 1895 г.
Споменик двомесечном Драгомиру Петровићу (†188?)
Младенац ДРАГОМИР
син Илије Петровића
умре од 2 месеца
10.1.188... год.
Споменик Марији-Манди Петровић (†1899)
Овде почива Раб Божи
МАРИЈА
прозвана МАНДА
супруга Саве Петровића из Ртара
поживи 60 г.
а умре 12 маија 1899. г.
Спомен јој подигоше синовци
Владимир Љубо-Василије.
Споменик шестогодишњој Живки Петровић (†19??)
Р. Б. Младенац
ЖИВКА
кћи Љуба - Јеле Петровић
поживи 6 г.
Споменик двогодишњем Петру Петровићу (†1907)
ПЕТАР
син Василија Петровића
умре у 2-гој г.
21 септ. у 1907.
Споменик младићу Вуку Петровићу (†1911)
Овде почива
ВУК
син Љуба и Лене
у цвету своје младости:
у 16 г.
премину 25 августа 1911 год.
Бог да му душу прости
Оваи спомен подигоше му
отац Љубомир мајка Лена
чиче Владимир и Василије
Споменик шестогодишњем Маринку Петровићу (†1914)
Р. Б. Mладенац
МАРИНКО
син Јеле и Љуба Петр.
Поживи 6 г.
умро 1914 г.
Споменик четворогодишњој Радојли Петровић (†1914)
Овде вене лепи цвет
РАДОЈЛА
кћи Наталије и Јована
Петровића из Ртара.
Поживи 4 г.
Увену као мајска ружа.
10-III-1914 год.
Спомен подиже
отац Јован Петровић
Споменик шестомесечном Трифуну Петровићу (†1915)
ТРИФУН
син Василија Петровића из Ртара
умро од 6 месеци
5 априла 1915 г.
Споменик Владимиру Петровићу (†1915)
ВЛАДИМИР Петровић
житељ села Ртара
а бив. Председник оп. Дучаловачке.
Поживи 54. год.
+ 3 априла 1915 год.
Спомен подиже супруга Смиљка
и синови Аврам - браћа му
Споменик војнику Алекси В. Петровићу (†1915)
АЛЕКСА В. ПЕТРОВИЋ
војник I чете I батаљано X пука.
Рођен 6-ХII-1895 г.
а престави се у 20 г 19 марта 1915 год.
Спомен подиже отац Василије
мати Јеленка - браћа
Споменик Миљки Петровић (†1920)
Пред овим спомеником
мирно почивају
земни остатци дичне српкиње
МИЉКЕ
верне супруге почивш.
Миладина Петровића из Ртара
која је у доброј части-карактеру поживела 74 год.
а престави се у вечност 19 априла у 1920 г.
Бог да јој душу опрости у вечности.
Овај спомен подиже јој
њен благодарни син Јован Петровић
Споменик Мерики Петровић (†1929)
О мили брате земног света
прочитај спомен мог кратког века
као цвеће кад увене слана
мене тужној у мало земана
покри црна земља и зелена трава
МЕРИКУ
верну супругу
Милојка В. Петровића из села Ртара
коју неуминтна смрт
отргну из загрљаја
малог сина Љубише од 3 год.
у најлепшем цвету младости у 24 год.
Премину 11. априла 1929. год.
Бог да јој душу опрости.
Овај споменик подиже јој муж Милојко,
син Љубиша и свекар Василије.
Споменик младићу Андрији Петровићу (†1929)
О мили брате земног света
прочитај спомен мога кратка века
као цвеће кад увене слана
мене тужног од мало земана
покри црна земља и зелена трава
АНДРИЈА
Петровић из Ртара
поживи 17 г.
а престави се у вечност 3 августа 1929 год.
Споменик девојчици Олги Петровић (†1937)
Овде почива лепи цвет
ОЛГА
нигда не заборављена кћи
Наталије и Животе Петровића из Ртара
која у најлепше своје доба
као мајска ружа увену од 14 год.
14 априла 1937. г.
Бог да јој душу прости.
Спомен јој подигоше деда Љубо
отац Живота - мајка Наталија.
Споменик војнику Добросаву Петровићу (†1926) и његовој мајци Цмиљки (†1940)
Овде почива
ЦМИЉКА
супруга пок. Владимира Петровића из Ртара
поживи 64 год.
умре 10. јула 1940. год.
Спомен подигоше синови Аврам и браћа му.
У овај споменик своје мајке
уписа се њен син
ДОБРОСАВ Петровић
вој. ваздухопловног пука
умре у Петроварадину
на ослужењу свога рока
сталног кадра 1926. г.
Споменик Јелени Петровић (†1945)
Овде почива тело
часне-поштене домаћице
ЈЕЛЕНЕ
супруге Љубомира Петровића
која поживи 77. год.
а умре 15. фебруара 1945 год.
Овај спомен подигоше јој
синови Живота и Витор
сна Наталија и Милеса.
Споменик Љубомиру Петровићу (†1946)
Овде је сахрањено тело часног домаћина
ЉУБОМИРА Петровића
који међу својим комшијама
часно-поштено поживи 85. год.
а умре 23 јула 1946 год.
учестовао у рату од 1912-1918 год.
као болничар и преживео ратне тегобе
у рату 1941 до 1945 год.
Бог да му душу прости.
Овај спомен подигоше му синови
Живота и Витор
снахе Наталија и Милеса и унуци.